# Międzygórze
Międzygórze (in tedesco Wölfelsgrund fino al 1945, IPA: [mjɛnd͡zɨˈɡuʐɛ]) è un villaggio nel comune urbano-rurale di Bystrzyca Kłodzka, all'interno del distretto di Kłodzko nel Voivodato della Bassa Slesia, nella Polonia sud-occidentale.
È situato a circa 12 km a sud-est di Bystrzyca Kłodzka, 25 km a sud di Kłodzko e 102 km a sud di Breslavia. Il villaggio ha una popolazione di 391 abitanti.
In questa località, nel 2000, si svolsero i campionati europei di corsa in montagna.